# Claude Schryer
Claude Schryer (3 décembre 1959, Ottawa, Canada) est un compositeur de musique électroacoustique résidant à Ottawa, Canada.

## Enregistrements
- Odyssée sonore: La ville de Québec et ses deux paysages, visuel et sonore avec Louis Ricard (ONF / NFB, ONF_C 9297-006, 1997)
- 1997 Autour[1] (empreintes DIGITALes, IMED 9736, 1997)

## Liste d'œuvres
- 3 Radioludes
- A Digital Eclogue (1986), clarinette, clarinette basse et logiciel interactif
- A Soundwalk in the Rain of St. John's, NFLD (1992)
- Autour d'une Musique portuaire (1996), saxophone baryton, trombone, clarinette basse et bande
- Chasse (1989)
- El medio ambiente acústico de México (1995-96)
- Musique de l'Odyssée sonore (1996-97)
- Les oiseaux de Bullion (1990)
- Perspectives Radio (1991)
- Prochaine station (1990)
- Vancouver Soundscape Revisited (1996)
- Vancouver Soundscape Revisited: Fire (2e mouvement) (1996)